# Histoire des arts à Lyon

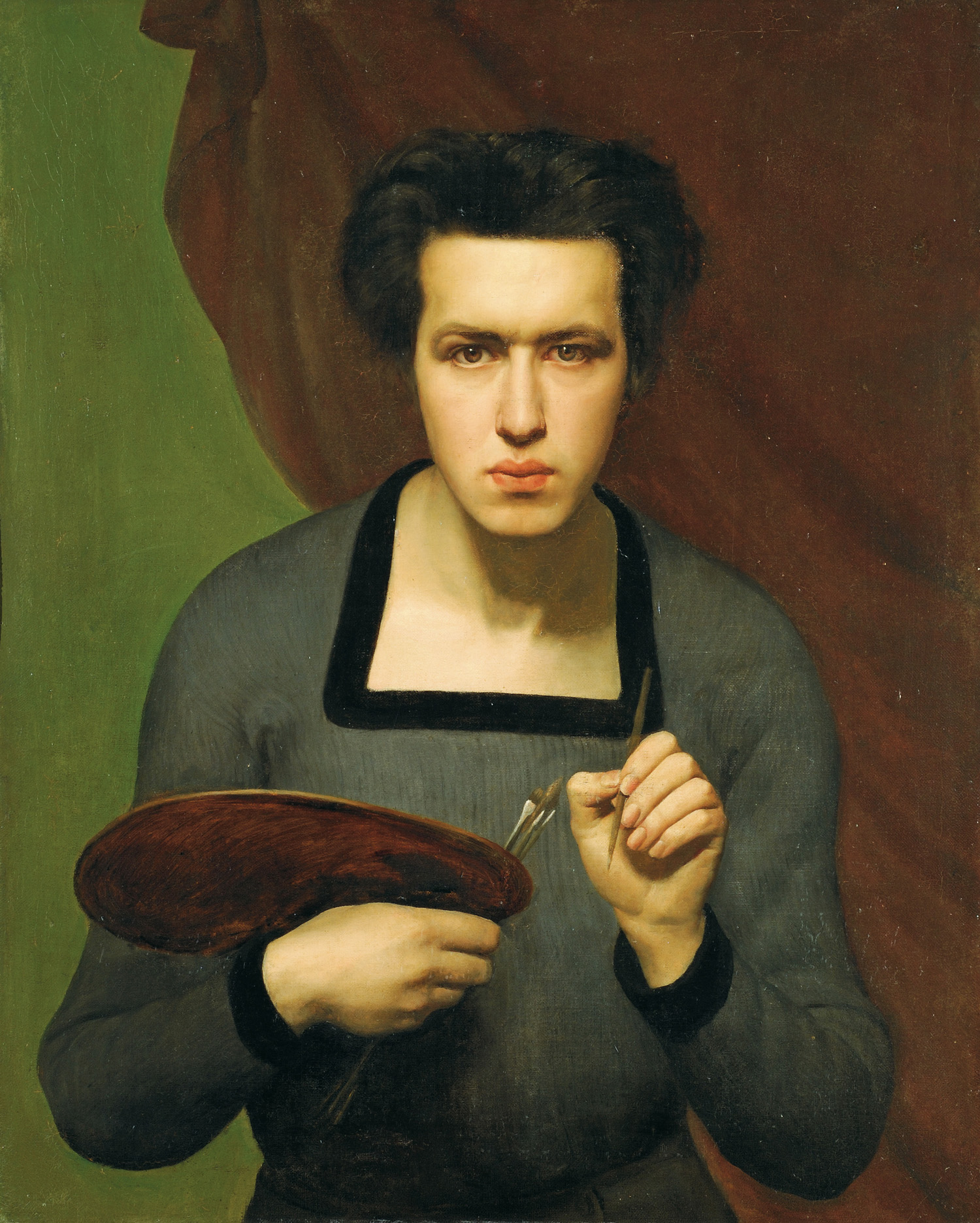
Autoportrait par Louis Janmot. 1832. Musée des beaux-arts de Lyon.

L’histoire des arts à Lyon est l'étude de l'ensemble des arts pratiqués dans la ville de Lyon depuis son origine jusqu'à nos jours. Cet article traite ainsi des beaux-arts et de la musique, mais pas de ce qui touche à l'architecture, traité dans l'article Histoire urbaine de Lyon.

## Moyen Âge

### 400 - 800
Durant cette première période du Moyen Âge, l'école de calligraphie lyonnaise produit un certain nombre de manuscrits à peinture qui sont parvenus jusqu'à nous, tels les Sermons de Saint Augustin (ms 604) ou les commentaires d'Origène (ms 443),.

## Renaissance
À la Renaissance, Lyon connait une grande prospérité économique et un vif essor intellectuel et artistique. Ce développement est dû au grand développement de l'imprimerie, au grand développement des foires et à la présence fréquente et durable d'un grand nombre de personnages importants, dont de nombreux rois de France.

### La peinture et la gravure

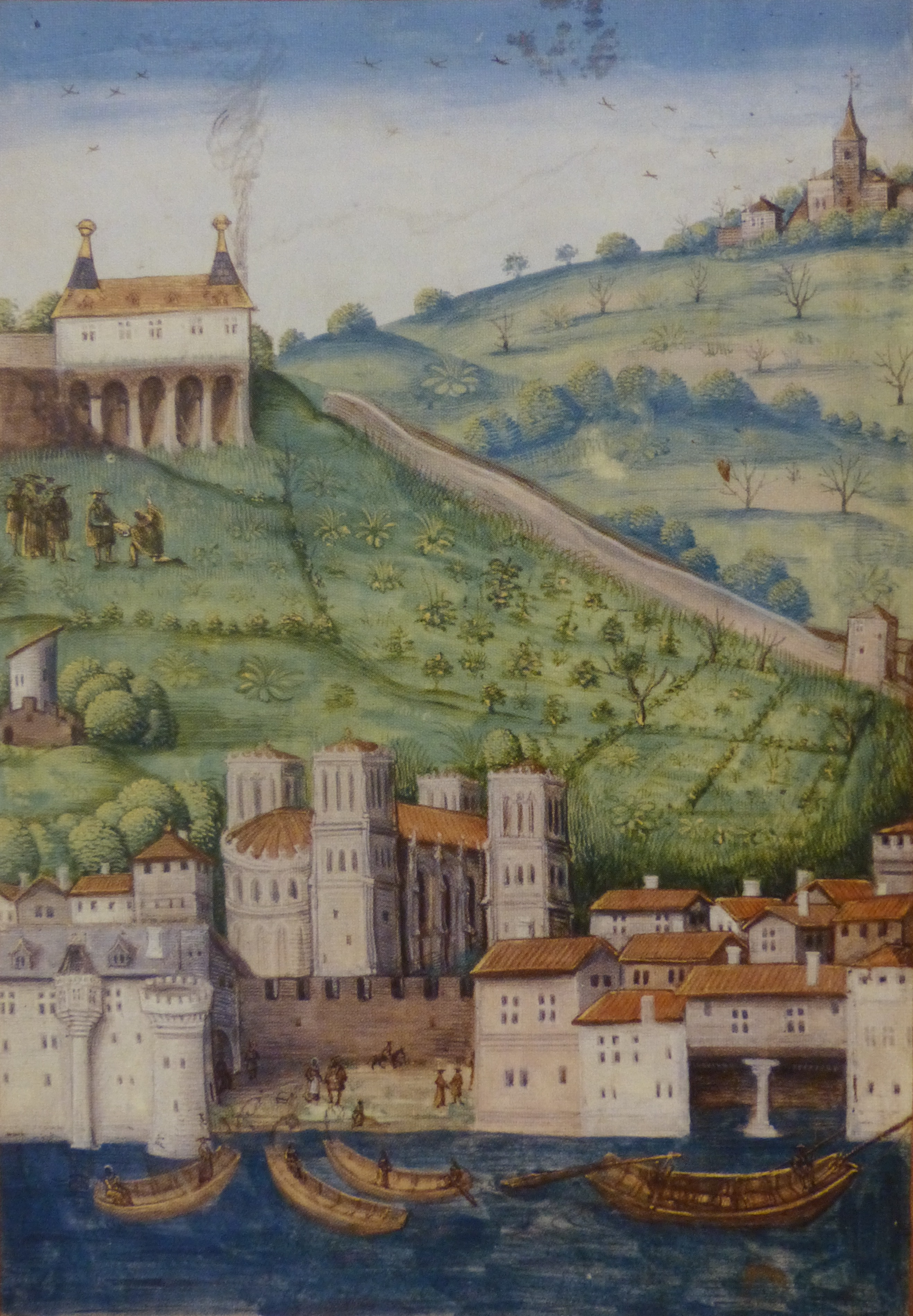
Paysage lyonnais avec la demeure de Pierre Sala. Enluminure frontispice des Prouesses de plusieurs Roys, vers 1523, Bibliothèque nationale de France, Ms. fr. 10420, fol. 1 v.

La production picturale lyonnaise de cette époque est encore très mal connue. Visiblement abondante, il n'en reste à l'heure actuelle plus grand-chose, entre les dommages causés par l'iconoclasme des Huguenots en 1562, les dispersions ultérieures à la suite des changements de goût des élites et les déprédations dues à la Révolution française. Centre commerçant, bancaire, intellectuel et politique important tout au long de la Renaissance, la ville est un axe de diffusion et de confrontation entre les artistes et les courants picturaux européens. Dès la seconde moitié du XVe siècle, la cité et les artistes qui y résident connaissent les influences flamandes et italiennes tout en conservant un lien avec la tradition française gothique développée par la cour de Charles VIII et Louis XII, à l'image du peintre écossais Jean Hortart, actif à Lyon entre 1412 et 1465 et auquel est attribué un ange musicien peint sur pierre dans la chapelle Saint-Marguerite de l'église Saint-Paul. Les deux genres les plus représentés au sein de la production picturale et gravée lyonnaise sont l'illustration d'ouvrages, avec par exemple Bernard Salomon et le portrait avec essentiellement Corneille de Lyon.

#### Les institutions officielles
Il n'existe que deux institution qui encadrent ces métiers, le poste de peintre officiel de la cathédrale et la guilde des peintres de Lyon ; mais ils ne regroupent pas tous les artistes présent en ville.

##### Le peintre officiel de la cathédrale
Il n'existe à la Renaissance qu'un seul poste officiel de peintre dans la cité rhodanienne, celui attaché à la cathédrale Saint-Jean. Le consulat ne nomme jamais personne à un poste équivalent. Le premier de ses titulaires pour la période de la Renaissance est connu notamment pour ses réalisations dans la cathédrale : Laurent Girardin (1441-1471). Il a réalisé les vitraux de la chapelle du Sacré-Cœur, aujourd'hui en partie manquant, où l'on voit l'archange Gabriel et la Vierge de l'annonciation, entourés de dix-huit figures d'anges. Ses figures énergiquement représentées sont quelquefois disproportionnées. On attribue également à Laurent Girardin une Trinité (1460?) conservée au musée d'Arts de Cleveland. Ces deux œuvres sont rapprochées d'autres commandées par Charles de Bourbon, dont une Annonciation actuellement dans la chapelle de L'Arbresle.
Laurent Girardin cède son office à son gendre Jean Prévost en septembre 1471. Celui-ci exécute de nombreux travaux, assez divers. En 1476, il réalise les décors pour l'entrée solennelle de Louis XI, en 1478, une Pietà sur le manteau des quêteurs pour les pauvres, en 1482, de la dorure sur une sculpture de Hugonin de Navarre, la peinture de l'horloge de la cathédrale en 1488. Il semble que Jean Prévost se soit perfectionné dans les Flandres, participant par exemple aux préparatifs du mariage de Charles le Téméraire en 1468, ce qui explique une influence flamande dans ses œuvres. Jean Prévost travaille également au chantier de l'église de la collégiale de Moulins au début des années 1470. Il y réalise plusieurs vitraux, dont un arbre de Jessé et une Nativité de la Vierge.

##### La corporation des peintres, sculpteurs, graveurs et verriers
En 1496, les statuts de la corporation des peintres, graveurs d'images (sculpteurs) et verriers de Lyon sont approuvés par le roi Charles VIII. Le texte cite quinze noms, le premier d'entre eux, qui est alors peintre à la cour de Charles VIII, est Jean Perréal. Les autres peintres n'ont laissé aucune trace ou presque, notamment en raison des destructions des iconoclastes protestants. La seule œuvre conservée est la Sainte Catherine d'Alexandrie, que Natalis Rondot a attribué à Claude Guinet.
Parmi eux, douze sont désignés comme capables de travailler aussi bien sur panneaux de bois que sur verre. La peinture sur verre est d'ailleurs une spécificité de la production lyonnaise. La création de peinture sur verre répond à la demande des couvents de la cité, mais également à un marché tourné vers l'extérieur. Ainsi, le peintre en titre de René d'Anjou Nicolas Froment vient à sa demande chercher des peintures sur verre à Lyon.
Leurs statuts indiquent qu'ils travaillent aussi bien à produire des tableaux, enluminer des manuscrits, décorer des statues, des écussons, des bannières, des façades. Ils sont également mandatés pour effectuer les préparatifs des entrées solennelles, ou même des relevés pour des travaux de voiries.

#### La fin duXVesiècle
Durant le XVe siècle, de nombreux couvents se développent, dont les Cordeliers en 1467, suivis des Franciscains. Ces établissements sont demandeurs d'œuvres religieuses vis-à-vis des artistes de la ville, qui trouvent ainsi une clientèle en plein essor. De nombreux grands personnages visitent également la ville ou y restent de longues périodes, et peuvent ainsi faire l'acquisition d'œuvres proposées ou commandées à des peintres. Parmi ceux-ci, il y a René d'Anjou qui, en 1476, acquiert plusieurs tableaux dont une Vierge, un Christ au jardin des oliviers, sans que l'on ai le nom des peintres.
Un artiste important de cette période est Jean Hey, identifié comme étant le Maître de Moulins, actif sous le règne de Louis XI. Protégé par Charles de Bourbon, de qui il obtient un office rémunérateur, il peint son portrait,.
La sculpture de la fin du XVe siècle est marquée par l'achèvement du chantier de la cathédrale Saint-Jean à travers l'ornementation de nombreux retables, comme celui toujours en place de la chapelle de l'Annonciade. Un sculpteur en particulier est documenté à travers une exceptionnelle fonte figurant un ange, provenant sans doute d'un groupe de l'Annonciation (New York, The Frick collection), signée par Jean Barbet "dit de lion" et datée de 1475.

#### Le premierXVIesiècle

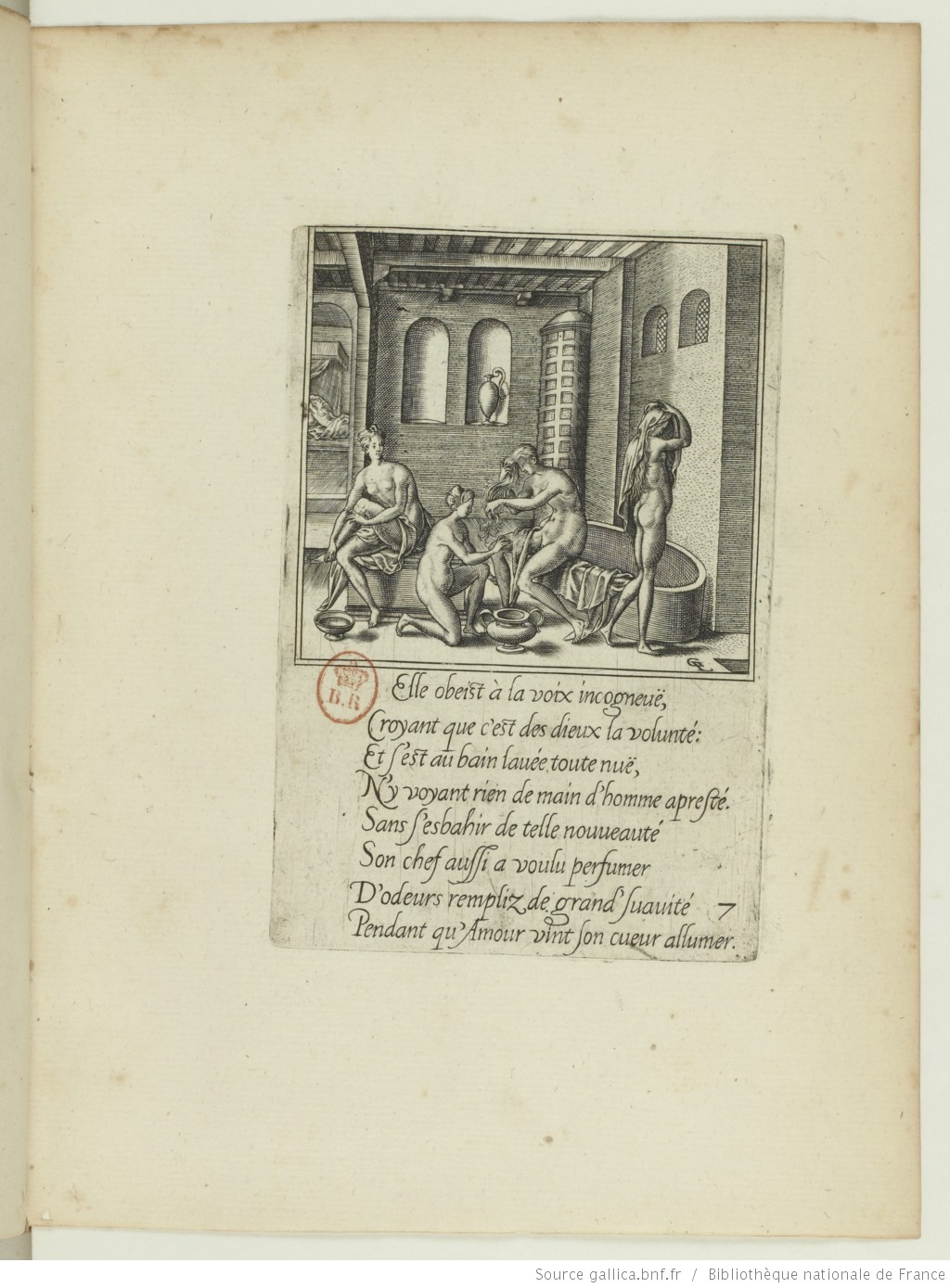
Page 6 de L'Amour de Cupido et de Psiché, mère de volupté, Lucius Apuleius, gravure de Bernard Salomon. 1re éd. 1546.

Les peintres les plus importants de cette époque sont le Maître JG, qui officie durant les années 1520, Corneille de Lyon, dont la carrière commence dans les années 1530, Bernard Salomon et Jean Perréal. Les peintres travaillant à Lyon durant les premières décennies semblent vivre surtout des commandes du consulat ou de confréries, même si l'activité commerciale et intellectuelle de la ville fournit un flot régulier de clients. On ignore presque tout de leurs travaux pour des particuliers, surtout liés aux foires. Parmi ces peintres on peut citer : Liévin Van der Meer, Daniel et Jean de Crane, Mathieu Chevrier.
Les graveurs et illustrateurs impriment une personnalité particulière à la production imprimée de la ville. « Bernard Salomon a donné une physionomie plus spécifique au livre illustré lyonnais en combinant la finesse et la texture serrée des bois de Holbein taillés par Hans Lützelburger et certains aspects parisiens, surtout le goût des petites figures élancées, comme celles des vignettes de l’Amour de Cupido et de Psiché mère de Volupté ». L'un des éditeurs les plus actifs est Jean de Tournes. Il fait travailler Bernard Salomon entre autres graveur et diffuse sa production dans toute l'Europe, répandant ainsi l'art des graveurs lyonnais,.

#### Le secondXVIesiècle
Les peintres les plus marquants de cette époque sont Maignan et Perrissin. Dans le domaine de l'estampe, l'œuvre de Pierre Eskrich est caractéristique de cette période et de l'impact des conflits religieux sur l'art.
Comme pour les entrées solennelles précédentes, celles de cette époque sont l'occasion pour les marchands italiens faire venir des artistes italiens. Pour celle d'Henri II sont actifs le peintre Nannoccio dela Costa da San Giorgio et le sculpteur Zanobi, qui œuvrent aux décors théâtraux du palais archiépiscopal.

### La musique
« La vie musicale lyonnaise, à cette époque, reste difficile à quantifier ». Elle semble toutefois plus limitée que la vie littéraire ou que l'activité musicale à Paris ou dans les principales cités italiennes. Frank Dobbins retrouve environ 150 musiciens à Lyon durant tout le XVIe siècle, mais beaucoup ne sont pas professionnels et très peu publient des œuvres musicales. Certains sont également facteurs d'instruments. Parmi les musiciens les plus célèbres, on peut citer Guillaume de La Mœulle, Loys Bourgeois, Pierre de Villiers, Philibert Jambe de fer, Francesco Layolle et son fils Alamanno Layolle, Eustorg de Beaulieu, François Roussel, Simon Gorlier, Didier Lupi Second.

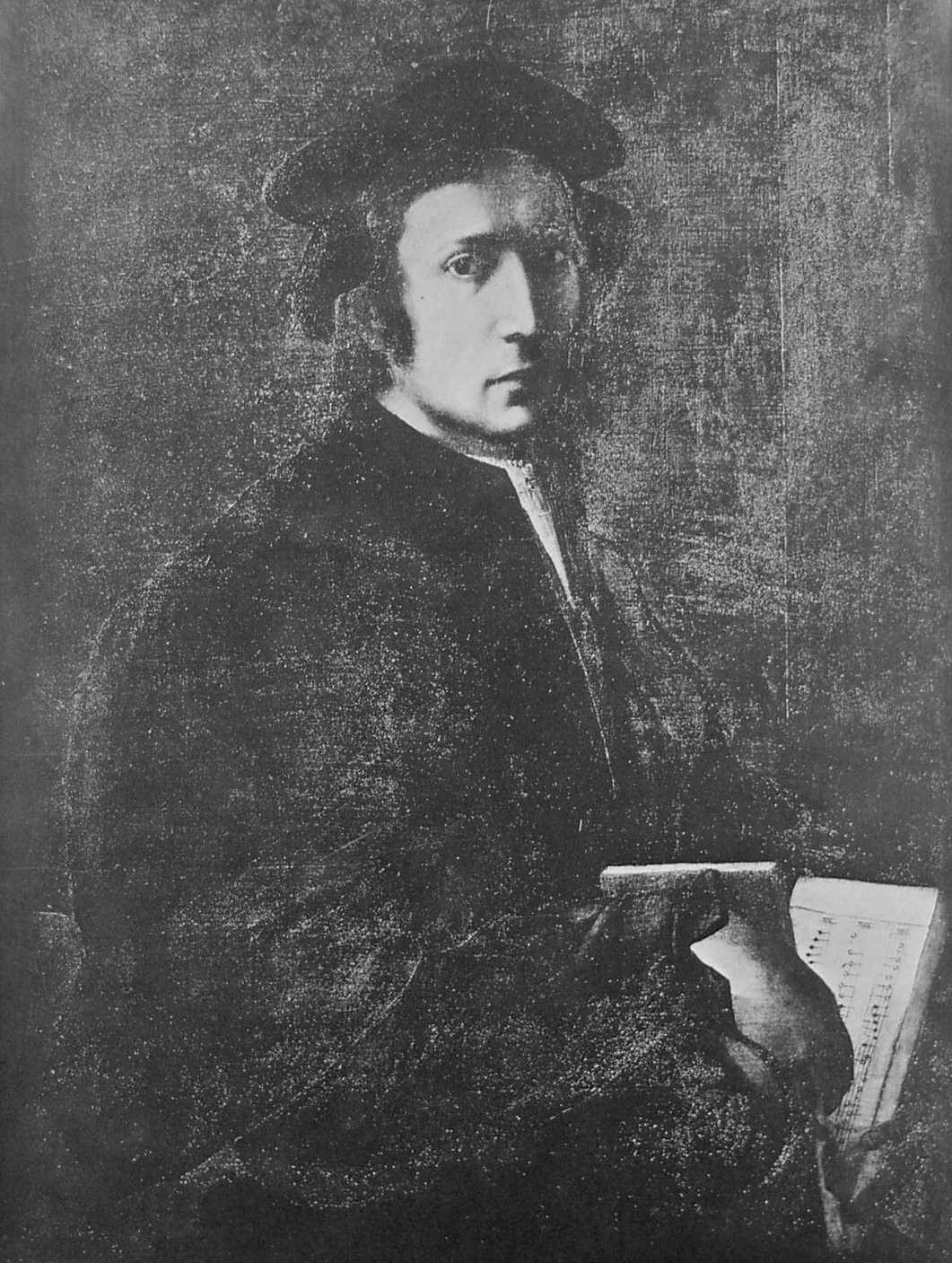
Francesco de Layolle, portrait présumé par Jacopo da Pontormo (1518).

Ces musiciens sont rétribués pour animer des fêtes par le Consulat ou de riches marchands, mais aussi pour donner des cours à des familles aisées ; ils remercient la plupart du temps leurs protecteurs en dédicace de leurs ouvrages. Les entrées royales organisées par le Consulat, dont on a parfois des comptes ou des relations, sont aussi l'occasion de réunir de grands ensembles et de composer des œuvres particulières (Jambe de fer, par exemple, a travaillé à de telles occasions).

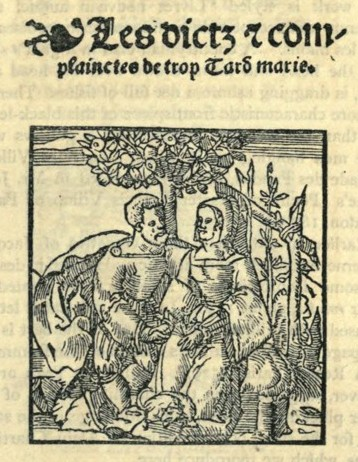
Page de titre des Dicts et complaintes du trop tard marié, édité par Jacques Moderne.

Nombre des musiciens qui ont exercé à Lyon n'y ont pas passé toute leur carrière, et parfois seule l'édition d'un ou plusieurs livres de musique témoigne de leur passage. C'est le cas par exemple de Dominique Phinot pour ses livres de motets et de chansons, de Jean de Castro ou encore de Didier Lupi Second.
Il ne semble pas y avoir eu d'importante activité musicale dans les églises de Lyon, et les archives sont quasi muettes sur ce point. Les chanoines de la primatiale Saint-Jean refusent toute évolution de leur manière de conduire les offices, veillant à en rester au plain-chant. Il en est de même pour les chapelles soumises à leur autorité, dans lesquelles on n'identifie aucun maître de chapelle. Il n'y a presque que dans l'église Notre-Dame de Confort, paroisse de la communauté florentine lyonnaise, qu'on suppose une réelle activité musicale, due à l'organiste florentin Francesco Layolle, très impliqué dans l'édition musicale aux côtés de l'imprimeur Jacques Moderne, mais les archives de cette église sont perdues.
Lyon est également un centre important de facture instrumentale, avec notamment Claude Rafi (flutier) et Gaspard Duiffoproucard (Gaspard Tieffenbrücker, luthier dont la famille originaire du Tyrol a produit d'autres facteurs célèbres). Ce dernier établit un atelier qui lui a survécu et dans lequel travaillaient entre autres Pierre Lejeune, Philippe Flac, Pierre Le Camus ou Maître Simon.

### Sculpture

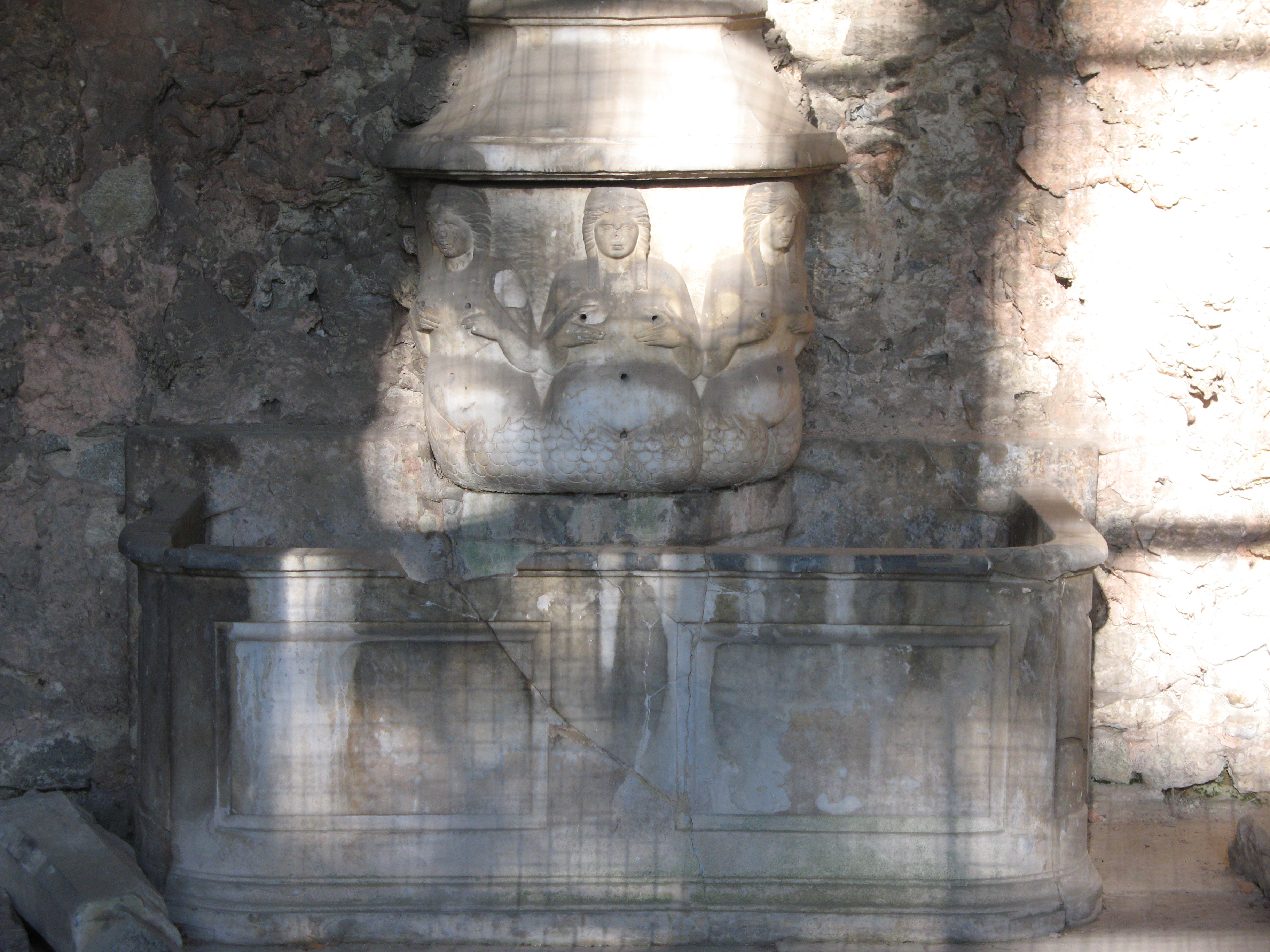
Nymphée de la villa de Beauregard.

Les nations étrangères et notamment italiennes sont friandes d'œuvres sculptées, que ce soit pour leur agrément ou pour orner les lieux de culte où ils se retrouvent. Ainsi, la nation florentine comprend plusieurs personnes qui font venir ou font sculpter à Lyon statues et monuments. Plusieurs mausolées sont ainsi présents à Notre-Dame de Confort, sculptés par des artistes italiens, notamment Antonio Rossellino. Thomas Ier de Gadagne, quant à lui, décore sa villa d'un nymphée rustique.

### Faïence
Dès 1512, des faïenciers italiens sont à Lyon et produisent pour le commerce. À cette époque, ils conservent un style propre à leurs homologues restés dans la péninsule. Il est ainsi impossible de distinguer la production issues d'ateliers italiens de celui de français à cette époque. En effet, le style français dans la faïence ne se forme que lentement,.

## Époque moderne

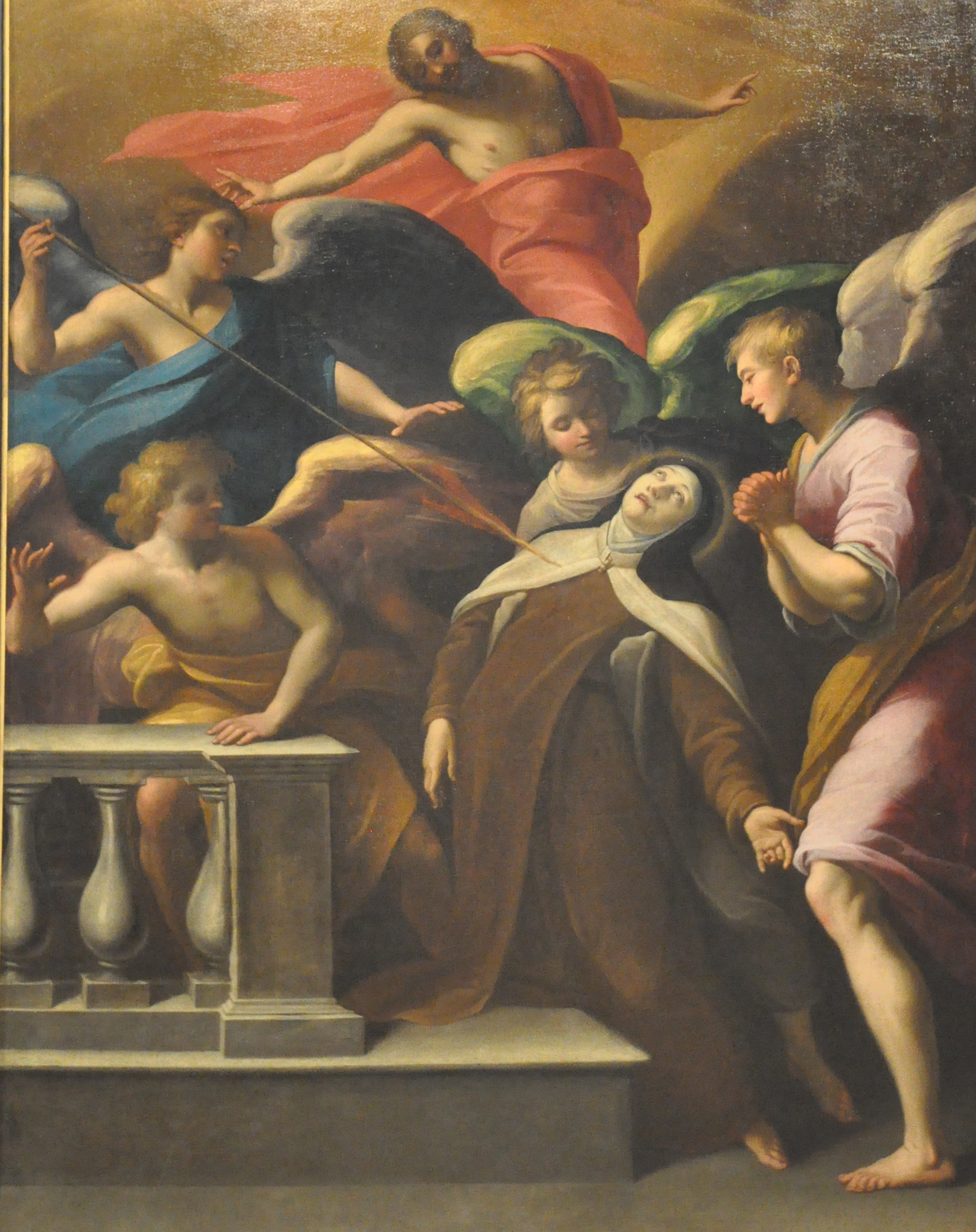
La transverbération de sainte Thérèse, 1621, (Musée des beaux-arts de Lyon) par Horace Le Blanc.

Durant les deux siècles de l'époque moderne, Lyon n'a pas connu de mouvement artistique propre. La grande majorité des artistes qui œuvrent en ville ne sont pas lyonnais, et les artistes lyonnais travaillent souvent en dehors de leur cité.

### Les institutions
À cette période, il n'existe pas d'institutions majeures regroupant efficacement l'ensemble des artistes lyonnais. La plus ancienne de ces institutions est le métier des peintres, sculpteurs et verriers, créé en 1496 sous Charles VIII. Doublée d'une confrérie religieuse, cette corporation est censée régler le fonctionnement de la profession dans la ville, avec des statuts déposés auprès du consulat. Les membres de l'association jurée élisent des maîtres qui font respecter les règlements, et ce sont le plus souvent des peintres. La chapelle de la confrérie est celle dédiée à saint Luc de l'église Saint-Bonaventure du couvent des Cordeliers. Son importance dans la gestion de la communauté artistique locale ne cesse de décliner au cours de la période moderne. Quelques tentatives de réforme destinées à revivifier l'institution échouent à la fin du XVIIe et au début du XVIIIe siècle ; elle finit par ne plus vraiment exister avant même la suppression des corporations par Turgot en 1776. Une nouvelle corporation est créée par l'édit d'août 1776 mais elle n'aura aucun rôle important.

#### Le peintre ordinaire de la ville
La seule institution durable et qui conserve une certaine importance est celle de « Peintre ordinaire de la ville ». Créée par le consulat en 1623 pour retenir dans la cité Horace le Blanc, elle se maintient après lui et compte de nombreux peintres notables dont Thomas Blanchet, Germain Panthot, dont un premier tableau a été récemment identifié, Pierre-Paul Sevin, Paul Mignard, Joachim Verdier, Charles Grandon, Donat Nonnotte ou Pierre Cogell,.
La charge de peintre ordinaire impose la réalisation des portraits officiels, des peintures commanditées par le consulat et de décors éphémères. Brièvement, entre 1648 et 1665 apparaissent les charges de sculpteurs et graveurs de la ville.

### Les clients des artistes
Les peintres vivent à cette époque de commandes des institutions civiles ou religieuses, de grands personnages ou de bourgeois.

#### Le consulat
Le consulat fait appel pour la décoration du nouvel hôtel de ville au peintre ordinaire qui est alors Germain Panthot. Celui-ci, spécialiste dans l'art du portrait, cède alors sa fonction à Thomas Blanchet, peintre parisien formé à Rome et installé définitivement à Lyon à partir de 1655. En 1651, le consulat acquiert auprès de l'échevin Benoît Voisin une importante Lamentation sur le Christ mort du Vénitien Palma le Jeune (vers 1612-1613) destinée au maître-autel de la chapelle de l'hôtel de ville. L'ensemble du système décoratif du nouvel hôtel de ville dont Blanchet est l'unique maître d'œuvre, constitue l'un des panégyriques municipaux les plus ambitieux d'Europe

#### Les institutions religieuses

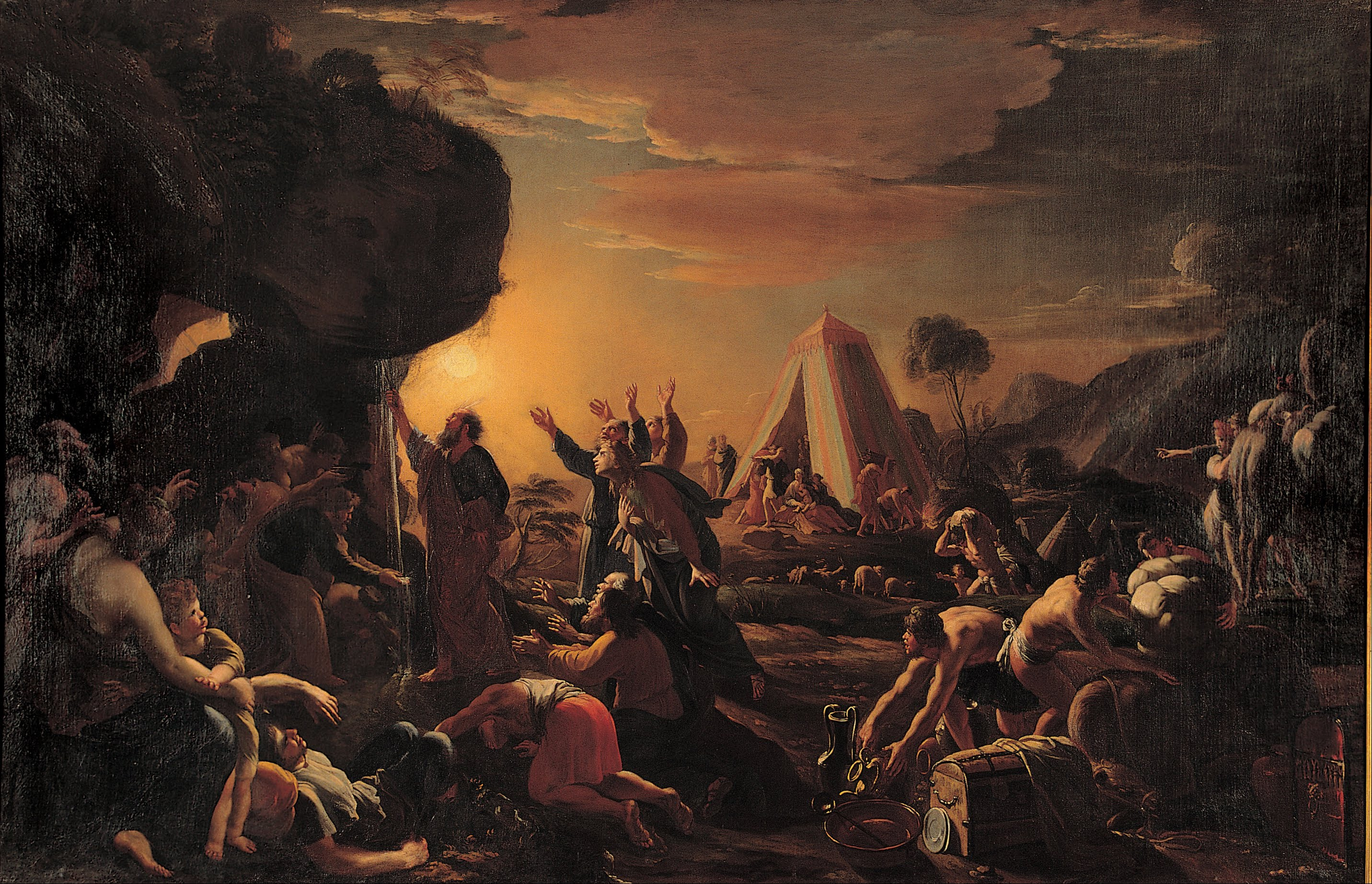
Moïse faisant jaillir de l'eau de la roche, François Perrier, 1642, musées du Capitole.

Cette époque voit les édifices religieux commander de nombreuses toiles pour garnir leurs établissements. Adrien Dassier peint pour la cathédrale saint-Jean, l'église Saint-Nizier et l'église Notre-Dame de la Platière.
Durant les années 1640-1650, les frères Perrier François et Guillaume ont une grande activité pour de nombreuses églises et institutions religieuses, lyonnaises ou de différentes régions. Dans la cité rhodanienne, il garnit l'église de la Platière, de Saint-Vincent et surtout le couvent des Minimes, où il est enterré.

#### Les particuliers
Les peintres ayant pour clients des particuliers sont Germain Panthot (portrait) et Adriaen van der Kabel (marines, natures mortes).

### Les peintres à Lyon
Il n'existe à cette époque pas de peintres véritablement lyonnais qui aient une manière, un style, qui se démarquerait des grands courants dans lesquels chacun est allé se former. Les peintures réalisées à Lyon sont ainsi portées par les différents courants picturaux des deux siècles de l'époque moderne. De même, de très nombreux peintres officiant en ville ne sont pas lyonnais d'origine, et n'y restent pas toujours très longtemps.
La tradition flamande est représentée notamment par François Stella le Père, originaire de Malines et sédentarisé à Lyon dès 1595, après un séjour à Rome en compagnie de l'architecte Étienne Martellange. S'il ne subsiste aucun témoignage dans la ville de son importante activité, sa manière nous est connue par une Assomption (église d'Oberdorf, Suisse) datée de 1605 et une Descente de Croix (1605, église de Six-Fours-les-Plages).
L'influence italienne se retrouve à travers les réalisations d'Horace le Blanc, de Louis Cretey, ou encore du Lucquois Pietro Ricchi. Auréolé des titres de peintre du roi, Horace le Blanc a une influence importante sur le milieu artistique lyonnais, à la fois au travers ses nombreuses réalisations mais surtout en formant le père de Sevin, Jacques Blanchard et sans doute François Perrier. C'est dans son environnement immédiat que le jeune Nicolas Poussin séjourne à Lyon autour de 1622 et peint sa première œuvre connue La Mort de Chioné (1622, Lyon, musée des Beaux-Arts). Horace le Blanc donne ainsi une plus grande importance à l'influence italienne sur la production locale au XVIIIe siècle.
Parmi les peintres d'influence flamande séjournant à Lyon on trouve Karel Dujardin et Adrien Dassier.
Au XVIIIe siècle, après la mort de Thomac Blanchet et le départ de Lyon de Louis Cretey, la figure principale devient le peintre parisien Daniel Sarrabat, qui se sédentarise à Lyon à son retour de Rome en 1695. Il obtient de nombreuses commandes dont la plus importante est la décoration de l'hôtel de Sénozan (actuel hôtel de l'Europe), place Bellecour, réalisée entre 1718 et 1720. À la suite de Jacques-Germain Soufflot séjourne à Lyon le peintre Pierre-Charles Trémolières, entre 1734 et 1736. Il réalise plusieurs retables pour les églises de la ville parmi lesquels L'Ascension du Christ et L'Assomption de la Vierge peints en 1737 pour l'église Saint-Bruno des Chartreux. Présentés dans de somptueux cadres dessinés par Soufflot et réalisés par François Van der Hayden, ces deux retables « comptent parmi les chefs-d'œuvre de la peinture religieuse française du XVIIIe siècle ».
Tout au long du siècle des Lumières, de nombreux peintres, essentiellement portraitistes, séjournent à Lyon tels Nicolas de Largillière, qui réalise plusieurs portraits pour la famille Pupil de Craponne, ou encore de Jean-Étienne Liotard. Le peintre et graveur Jean-Jacques de Boissieu devient dans la seconde moitié du siècle, l'acteur principal de la scène artistique lyonnaise.

## Dix-neuvième siècle: 1800 - 1870

### l'École Lyonnaise de peinture

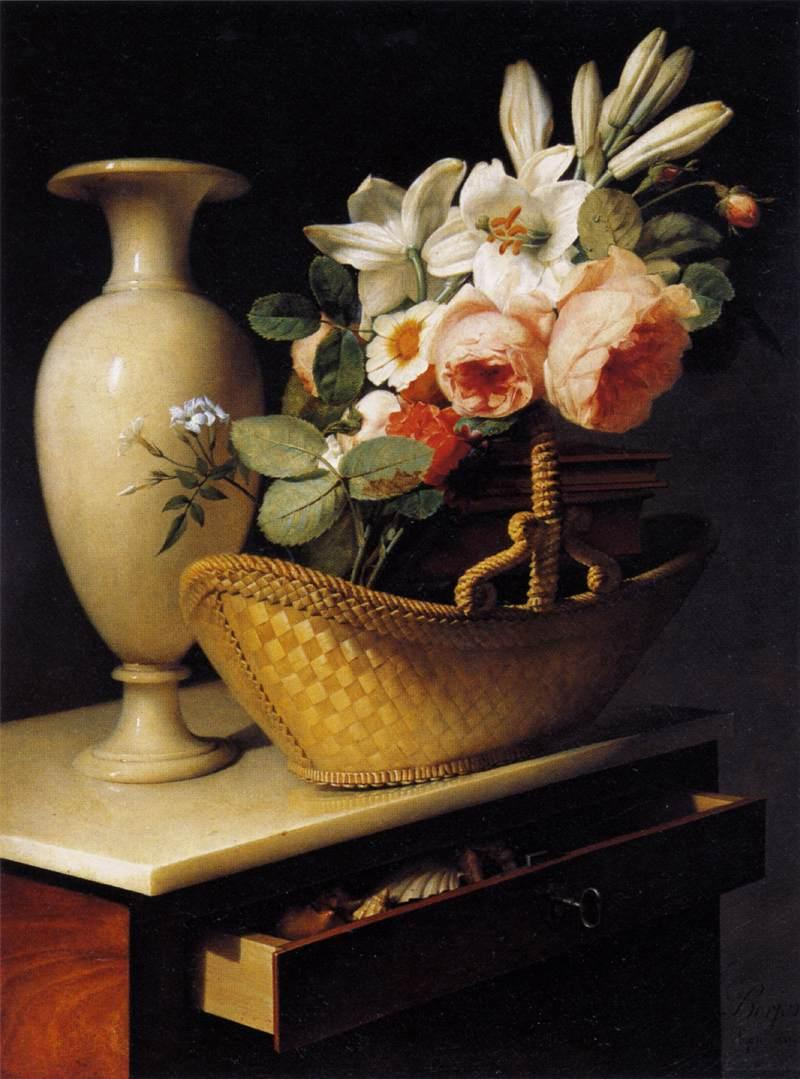
Nature-morte au panier de fleur, 1814, Musée du Louvre

Dès les années 1810, et tout au long du siècle, Lyon est le centre d'un courant pictural reconnu dès le Salon de Paris de 1819.

### L'école des beaux-arts de Lyon
L'école de peinture de Lyon nait autour de l'école impériale des beaux-arts issue de l'école de dessin de fleurs construite à l'époque révolutionnaire. Cette école, fondée en 1807 en même temps que le musée des beaux-arts et installée avec lui au palais Saint-Pierre, a comme premier directeur François Artaud. Les premiers professeurs sont Joseph Chinard, Pierre Revoil, Alexis Grognard, Jacques Barraband, Pascal Gay et Antoine Leclerc. Romantiques, ils ont une haute idée de l'art qui est pour eux un sacerdoce qui doit « former le goût des nations »,.

#### Les débuts
À ses débuts, ce style comprend outre le Style troubadour, des peintres floraux dans la tradition hollandaise, proches des dessinateurs de motifs pour la fabrication de pièces de soie et des peintres de paysages. L'un des premiers représentant de cette école naissante est Antoine Berjon, formé au dessin pour la peinture sur soie, il se tourne progressivement vers la peinture de chevalet. Il enseigne sa science du décor floral à de nombreux élèves, donnant un pli durable à la peinture lyonnaise du XIXe siècle.
Les fondateurs du style troubadour au sein de l'école de peinture lyonnaise sont Pierre Revoil et Fleury Richard. Formés par Alexis Grognard et soutenu dans leur vision de la peinture par Jean-Jacques de Boissieu et Antoine Berjon, ils vont se perfectionner dans l'atelier de Jacques-Louis David, où ils mettent en œuvre la « précision et la clarté d'écriture qu'on leur avait enseigné à Lyon ». Le centre de leur préoccupation est le Moyen Âge, avec un grand souci d'exactitude historique, qu'ils retranscrivent le plus souvent sur des tableaux de petits formats, avec des personnages un peu figés et une lumière douce. Ils n'ont pas un grand succès à Lyon, ils envoient leurs toiles à Paris. Les quelques peintres qui les suivent sont Claude Jacquard et Anthelme Trimolet. Ce mouvement, qui ne durera pas, prépare le préraphaélisme.
Dans la cité rhodanienne, la peinture de genre est bien plus appréciée. Elle est représentée par Michel Grobon, Jean-François Bellay, Antoine Duclaux et Alexandre Dubuisson. Partageant avec l'école troubadour le souci du détail, ce mouvement s'attache aux scènes de la vie paysanne et artisanale, et aux paysages. Grobon, considéré comme l'un des fondateurs de l'école lyonnaise de peinture, prépare le pleinairisme local.

#### L'apogée de l'école lyonnaise de peinture

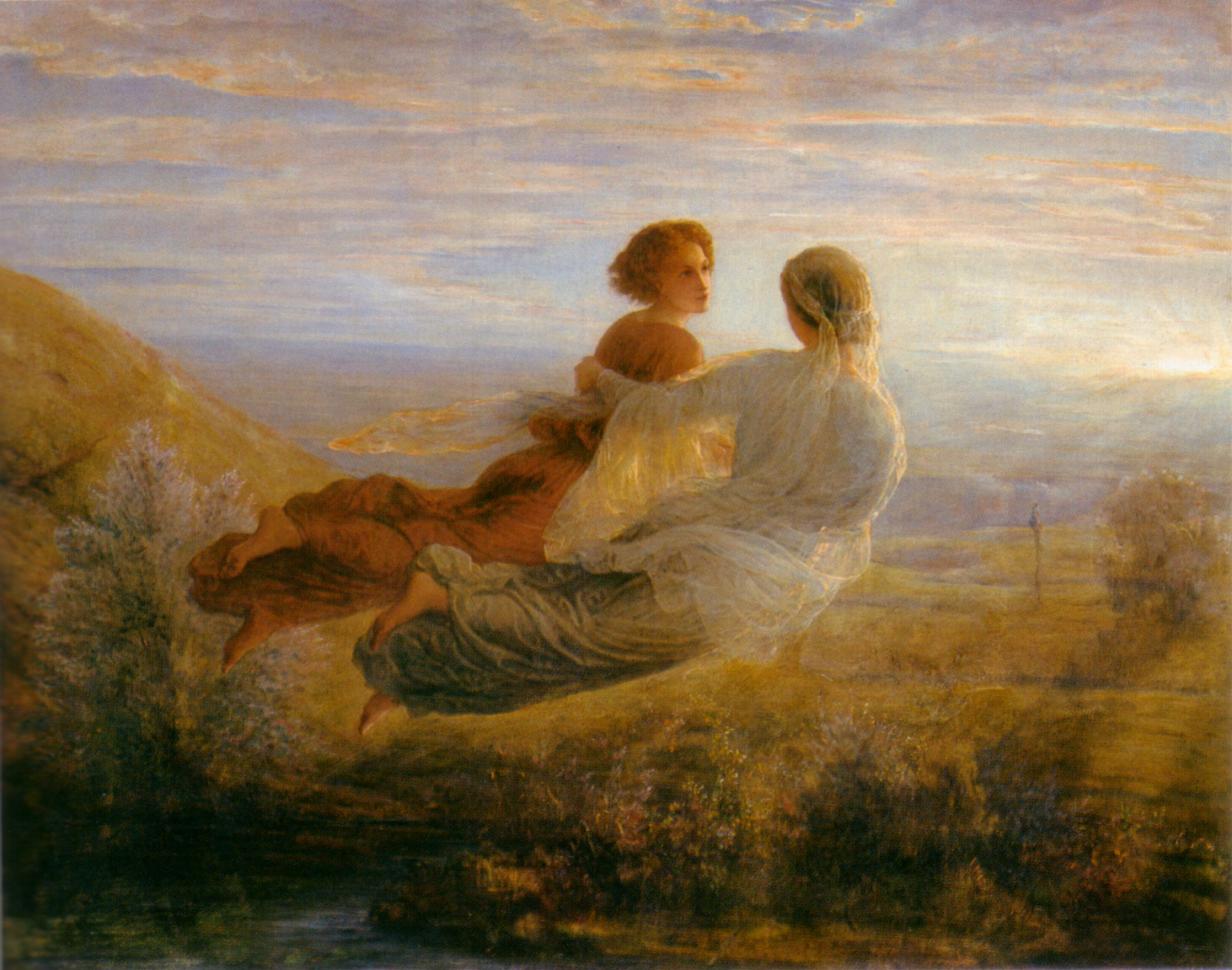
Le Vol de l'âme, par Louis Janmot

L'école lyonnaise se singularise dans les années 1830 avec un mouvement inspiré par les courants mystiques et illuministes lyonnais. On retrouve ainsi des thèmes proches de la franc-maçonnerie. Ce groupe est représenté par deux générations de peintres ; premièrement par Victor Orsel, puis par les lyonnais de l'atelier d'Ingres, notamment les frères Flandrin, surtout Hippolyte Flandrin, mais aussi Louis Lamothe, Auguste Chavard, Jean-François Montessuy ou Pierre-Étienne Perlet. Proches des préraphaélites britanniques, ils s'inspirent principalement des thèmes philosophiques, moraux et religieux, piochant dans le mouvement nazaréen (surtout pour Orsel). Ils ont une grande activité dans le domaine de la peinture religieuse, la décoration d'églises. On peut citer ainsi le travail d'Orsel à Notre-Dame de-Lorette, celui de Flandrin, accompagné de compagnons de l'atelier d'Ingres, à l'église Saint-Séverin, à l'Abbaye de Saint-Germain-des-Prés, à Paris, ou l'église Saint-Martin d'Ainay à Lyon.
Ce courant se poursuit avec Louis Janmot.
Ce courant s'achève avec Puvis de Chavannes et des pré-impressionnistes tels Joseph Guichard, François-Auguste Ravier, François Vernay.

## La Troisième République jusqu'à la Première Guerre mondiale

### Peinture

#### Les derniers moments de l'école lyonnaise: La société des amis des arts et la Société lyonnaise des beaux-arts

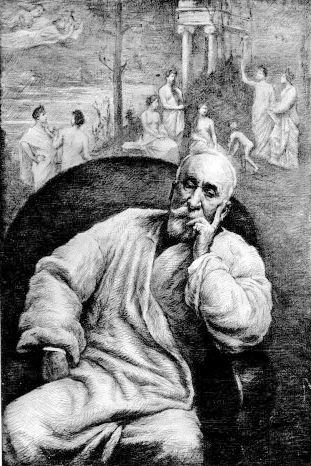
Puvis de Chavannes devant un de ses tableaux, par Marcellin Desboutin.

Lyon abrite un groupe de peintres à la reconnaissance nationale depuis le premier tiers du XIXe siècle. Un salon, la « Société des amis des Arts », organisant des expositions d'artistes locaux et extérieurs au palais Saint-Pierre existe depuis 1836. Il se saborde en 1887, confronté entre autres à la difficulté de trouver de nouveaux locaux.
Il est immédiatement remplacé par la « Société lyonnaise des Beaux-Arts », constituée d'artistes. Il prend comme président d'honneur Puvis de Chavannes. Il expose dans une construction en bois installée place Bellecour jusqu'en 1903. Entre sa création et la Première Guerre mondiale, cette société connait un âge d'or, avec de larges expositions, de nombreuses transactions, et la visite de nombreux artistes extérieurs (surtout parisiens) que les peintres lyonnais ont connu en allant étudier à la capitale. En 1904, les expositions s'installent dans des locaux financés par la municipalité, le palais Bondy.

#### L'entrée de la modernité picturale à Lyon: 1900-1914
En 1902, un groupe d'artistes lyonnais fait scission et organise son propre salon au Palais du commerce. Sans prix ni jury, ce salon est la vitrine de l'école moderne lyonnaise, « il repose sur une liberté anarchique ». À sa création, il est présidé par Jean-Aimé Saint-Cyr Girier, et animé par Jacques Martin et Eugène Brouillard. Réservé aux artistes de Lyon ou du département, il se tient à l'automne à partir de 1907, ce qui lui donne son nom : « Salon de l'Automne », par opposition à celui officiel de la Société lyonnaise des beaux-arts qui se tient au printemps. Y furent exposés par exemple Hyacinthe Crochet, Alphonse Rodet ou Louis Chapuy.

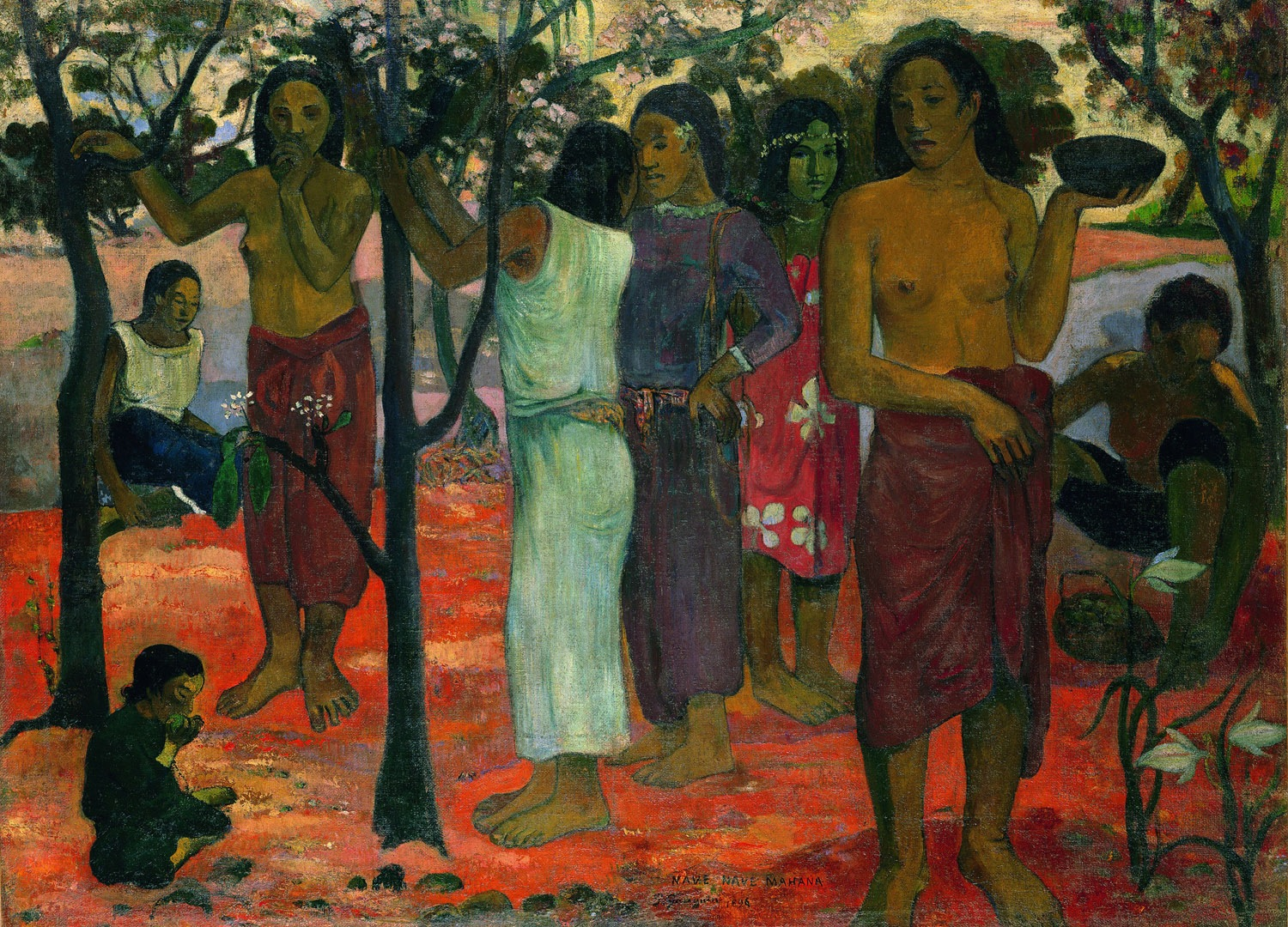
Nave Nave Mahana (en français : Jour délicieux), toile de Paul Gauguin, 1896, Musée des beaux-arts de Lyon.

En cette fin de siècle, Lyon entre dans la modernité artistique à l'aide de quelques autres personnalités qui tentent de secouer le microcosme local. Le principal personnage est le bibliothécaire en chef de la ville, Richard Cantinelli. Celui-ci fait partie de ceux qui fondent le Salon d'automne et provoque un esclandre lors d'une visite qu'il conduit au Salon de printemps où il commente les œuvres présentées en des termes injurieux.
En 1909, une revue promouvant l'art novateur est fondée : L'art libre. Son directeur, Joseph Billet, la maintient jusqu'en 1911. Cette revue représente « un moment important de la modernité lyonnaise » ; sa ligne éditoriale est proche du groupe parisien de l'Abbaye. Ce journal est alimenté par un autre personnage passionné d'art moderne lyonnais : Henri Béraud, qui publie plusieurs ouvrages consacré à des peintres lyonnais. L'Art libre propose des textes sur la peinture et la littérature. Parmi les personnes qui prêtent leur plume au projet il y a les parisiens René Arcos, Georges Duhamel et Charles Vildrac, les lyonnais Albert Gleizes, Marius Mermillon et Tancrède de Visan, et d'autres tels Paul Aeschimann, Louis Darmet ou Henry Dérieux. Les textes parlent d'auteurs comme Jules Romains ou de Paul Claudel.
En 1913, Cantinelli, au sein de la commission des musées, se bat pour faire entrer dans les collections du musée des beaux-arts un Gauguin : Nave Nave Mahana. Il y parvient et fait de Lyon la première ville française à acquérir un Gauguin pour son musée,.
En 1914, lors de l'exposition universelle de Lyon, l'art est représenté avec trois expositions différentes,. Deux sont consacrées aux formes traditionnelles de l'art et la troisième à l'art contemporain. La mairie a tenté de ménager les tenants des deux camps lyonnais pour l'établissement des comités de sélection des expositions. Le comité dirigeant l'organisation de l'exposition consacrée à l'art contemporain, sobrement nommée "beaux-arts", est à l'origine dirigé par Raymond Tripier et comprend les modernistes Cantinelli et Martin, et les conservateurs Tollet et Sicard. Or, ces derniers refusent de se plier à la règle du choix des exposants, en exigeant notamment l'entrée à l'exposition de tous les artistes membres de la Société lyonnaise des beaux-arts. Dans leur esprit, il s'agit de défendre les talents locaux, et de donner un poids important à la société dans la vie artistique lyonnaise. Devant le refus des autres membres de la commission, ils démissionnent. Cet épisode est révélateur du hiatus qui se crée entre une élite lyonnaise attachée à l'art académique et un art contemporain qu'ils refusent. Durant la Première guerre mondiale, dans l'exaltation patriotique, certains tenants de l'art classique se lancent dans des attaques teintées de xénophobie et d'antisémitisme contre l'art contemporain, tel Tollet. La section Beaux-Arts de l'exposition de Lyon présente, sous la houlette de Cantinelli, un panorama de l'art français contemporain d'Alfred Roll et Claude Monet à Matisse et Picasso. Ce dernier propose à la municipalité lyonnaise d'inviter Diego Rivera, peintre mexicain alors méconnu dont il a fait la connaissance en 1911.

### Musique, opéra et théâtre
Lyon dispose d'un certain nombre d'établissements pour écouter de la musique et voir des spectacles. Pour les cafés-concerts il existe la Scala rue Thomassin, le Casino-Kursall rue de la République, l'Eldorado à la Guillotière. Des spectacles de revues à la manière du Lido parisien sont présentés au théâtre de l'Horloge, cours Lafayette. L'opéra est joué et prisé par les habitants au sein de l'opéra national de Lyon.
Inaugurée en 1908 la Salle Rameau, construite sous l'impulsion de la Société des Grands Concerts, est dirigée par Georges-Marie Witkowski qui, en 1924, remplace à la tête du Conservatoire de musique Florent Schmitt. La salle Rameau donne à cette époque Claude Debussy, André Caplet, Maurice Ravel ou Igor Stravinsky.

## L'Entre-deux-guerres
Durant les années 1920 et 1930, Lyon suit en grande partie les mouvements artistiques nationaux, avec une avant-garde vivante et active. Celle-ci fonde la revue Les arts à Lyon en 1926 en même temps qu'un salon pour recueillir les artistes refusés dans les salons plus classiques, le Salon du Sud-Est. Cette revue est fondée par Marius Mermillon et Joseph Jolinon.

### Peinture

#### Les courants traditionnels
Les institutions qui portent l'art traditionnel à Lyon sont les plus importantes de la ville : la Société des beaux-arts conduite par l'esprit de Ravier ou Janmot, tout comme le musée des beaux-arts alors dirigé par Henri Focillon jusqu'en 1924, qui donne des cours à l'Université et à l’École des beaux-arts. Les lieux qui dominent la vie picturale lyonnaise à cette époque sont le Salon de l'automne, ouvert à de nombreuses influences mais trop amateur dans son fonctionnement et le Salon de printemps organisé par la Société des beaux-arts, artistiquement plus conservateur, où règne un académisme tranquille. En ces lieux se retrouvent des personnes touchées par une idéologie passéiste, xénophobe et antisémite, telles Tony Tollet, qui fait appel à Camille Mauclair pour préfacer un catalogue d'exposition.
Parmi les artistes au style classique figure Bruno Guillermin, qui réalise entre autres les décors de la Brasserie Georges dans le style Art déco ou des éléments au sein de la basilique Notre-Dame de Fourvière.

#### La percée de l'art moderne

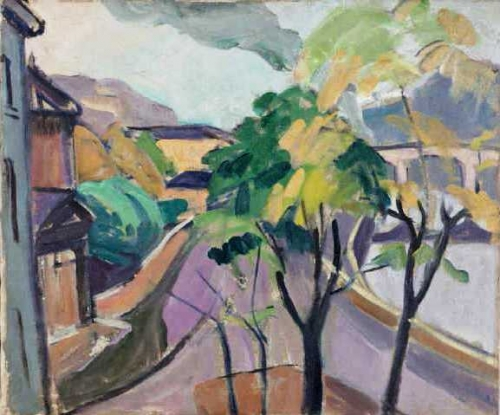
La Chapelle de l'Observatoire, Adrien Bas.

En 1920, un groupe d'artistes, parmi lesquels Louis Bouquet, Pierre Combet-Descombes ou encore Étienne Morillon, quitte le Salon d'Automne, jugé trop timoré, publie des albums et organise des expositions sous le nom de « Ziniars »,. Ce groupe est actif officiellement de 1920 à 1924, il entraine de nombreuses initiatives, telles les revues d'avant-garde Promenoir (1921-1922) et Manomètre (1922-1928),. Les cinq premières expositions des Ziniars, organisées entre 1920 et 1924 ne rencontrent pas de grands succès à Lyon. Mais cela n'empêche pas un certain nombre d'artistes de poursuivre et de pérenniser l'entreprise avec l'édification d'un vrai salon. Ce groupe se rassemble autour d'un courant artistique avec la volonté de faire naître un mouvement favorable à l'art contemporain à Lyon.
Après les cinq expositions où ils mélangent les créations locales à quelques toiles de peintres parisiens, toujours soutenus par la galerie Poyet, ils créent en 1925 un salon concurrent à celui de l'Automne, le « Salon du Sud-Est ». Les premiers présidents Charles Sénard, puis Pierre Combet-Descombes, à leurs côtés Victor Jean Desmeures, sont soutenus par des écrivains, Gabriel Chevallier, Joseph Jolinon et Marius Mermillon. Jusqu'à la libération, ce salon est moteur dans l'expression de nouvelles formes artistiques, et des personnalités telles que Paul Signac, Pierre Bonnard ou Maurice Utrillo viennent y exposer. Ce salon n'accueille toutefois pas tous les avant-gardismes, le cubisme y est presque absent, et le surréalisme rarement représenté. Ce salon fait une place régulière aux arts décoratifs.
Durant les années 1930, Un nouveau groupe de peintres férus de modernisme tente de prendre le relais des Ziniars; tout en exposant au Salon du sud-est, ils se regroupent et s'entraident. Ils sont connus sous le terme de « Nouveaux », ils se désignent sous le nom des « compagnons de la baleine ». Ce groupe emmené par Antoine Chartres et Marc Aynard comprend Pierre Pelloux, Henri Vieilly et René Besset et vit essentiellement de 1931 à 1936. Ils sont rejoints en 1932 par Jean-Albert Carlotti et en 1934 par René Chancrin. Deux galeries lyonnaises accueillent pour la plupart des œuvres contemporaines : la galerie Saint-Pierre d'Alfred Poyet et la galerie des Archers d'Antonin Ponchon, un membre du groupe Ziniar. Elles sont rejointes en 1938 par la galerie Folklore,.
Les Ziniars et les Nouveaux ont pour la plupart connu une carrière essentiellement locale. Quelques-uns seulement sont parvenus à percer sur la scène nationale, tels Jean Couty. Les autres n'ont pu s'exposer que grâce au salon du Sud-Est, à des galeristes, aux personnalités Henri Focillon ou René Jullian, et à des amateurs militants tels Marius Mermillon et René Deroudille. La scène artistique lyonnaise est soutenue par le préfet Émile Bollaert, nommé en 1934. Il fait acquérir par la préfecture un tableau de Jean Martin, il apporte son soutien à la candidature de Louis Bouquet pour la décoration du nouvel hôtel des Postes.
En 1935, un groupe d'artistes proches du Parti communiste participe à la Bourse du travail à une exposition organisée par les « Amis de l'Union soviétique » et Georges Salendre. Les artistes qui y participent prennent le nom temporaire de groupe des « Bâtisseurs ». On trouve alors Pierre Combet-Descombes, Marcel Avril, Émile Didier, Jean Martin ou Jacques Laplace
Parmi les galeristes qui soutiennent l'éclosion et l'affirmation de l'art contemporain à Lyon, il y a Marcel Michaud, animateur du groupe Témoignage, qui promeut les artistes d'avant-garde des années 1930 à sa mort en 1958,. Ce groupe ne prend un nom commun qu'en 1937, mais il est déjà largement constitué au cours d'une exposition du Salon de l'automne en 1936. Les quatre promoteurs de ce groupe sont Marcel Michaud, donc, et Louis Thomas, René-Maria Burlet et joseph Silvant. Burlet et Thomas font venir lors de cette exposition des jeunes peintres issus comme eux de l'école des beaux-arts ou qui gravitent autour. Un certain nombre ont profité des leçons de l'académie Ranson. Cette exposition de 1936 montre une intention collective de trouver une voie entre « l'héritage du cubisme et le surréalisme ». Ce regroupement n'a à cette époque pas d'ambition réellement collective. Mais elle débouche sur la création par Michaud, Burlet et Silvant de la revue Le Poids du Monde. Cette publication foncièrement humaniste cherche à faire exister l'art moderne à Lyon contre une oppositio ; elle exprime un désir collectif de regrouper un pôle artistique et intellectuel local. Elle succède à Manomètre et préfigure L'Arbalète. Cette revue comporte parmi les rédacteurs, outre les fondateurs, les musiciens César Geoffray et Jacques Porte et le peintre, poète et orfèvre Roger Kieffer, qui a participé au mouvement Témoignage.lyonnais.

### Littérature
Durant l'entre-deux-guerres, la vie littéraire lyonnaise est animée par Joseph Jolinon, Edmond Locard, Gabriel Chevallier et Marcel Grancher.

## L'art à Lyon durant la Seconde Guerre mondiale
Durant la première année de la guerre, entre 1940 et 1941, la vie culturelle à Lyon est considérablement amoindrie, malgré l'installation à Lyon d'un certain nombre d'artistes parisiens. La municipalité décide de restreindre les représentations à l'opéra, et les cinémas subissent très rapidement une censure qui bride la vie culturelle. Le nouveau maire, Georges Villiers nomme comme adjoint aux beaux-arts Robert Proton de la Chapelle, qui s'emploie à revitaliser la culture lyonnaise. Le tournant survient à l'automne 1941, où une embellie survient autant dans les cinémas qu'au théâtre. À l'inverse, l'occupation à partir de novembre 1942 ne semble pas avoir provoqué de second étouffement.

### Théâtre
Le théâtre des Célestins perd son directeur en octobre 1941 lorsque Charles Montcharmont décède. Il est remplacé par Charles Gantillon, nommé par Proton de la Chapelle. Celui-ci tente de s'écarter d'une programmation commerciale et crée la « Comédie de Lyon » qui monte des pièces ambitieuses. La première pièce de théâtre est Les Fourberies de Scapin, avec André Roussin et Louis Ducreux. Gantillon, durant la première saison entre octobre 1941 et janvier 1942, programme 148 représentations dont 29 de la Comédie de Lyon.
Durant les années suivantes, il est constamment reconduit dans ses fonctions et n'hésite pas à faire des paris audacieux. En décembre 1942, il lance Gérard Philipe dans la pièce d'André Roussin Une grande fille toute simple et crée en 1943 La Reine morte de Henry de Montherlant. Conscient des obligations de succès commerciaux, il organise durant l'été 1943 des opérettes en plein air sur la place Bellecour.

### Opéra
Robert Proton de la Chapelle nomme pour diriger l'opéra Roger Lalande pour les danseurs et choristes et André Cluytens pour l'orchestre. Dans le même temps, pour des raisons financières, l'établissement retourne en régie municipale directe. Il ouvre le 16 octobre 1941 avec Ninon Vallin. L'orchestre comme le ballet sont augmentés et les critères de sélection revus à la hausse. D'année après année, les ambitions des dirigeants comme de la municipalité vont croissantes, et les représentations sont plus nombreuses et de meilleures qualité.

### Peinture
Durant la seconde Guerre mondiale, que ce soit durant la période de la zone libre ou après l'invasion de celle-ci en novembre 1942, Marcel Michaud maintient les présentations de l'art moderne au sein de la galerie Folklore, contournant sans discontinuer la censure et les interdits de la Propagandastaffel. En 1940, le peintre Jean Martin peint La Blessure au côté, l'une des iconographies de l'art de la défaite, sorte de pietà des armées, figurant un soldat allemand portant un soldat de l'armée de l'air française blessé au flanc .
C'est durant cette période que René-Maria Burlet, aidé de Jean Bertholle, Idoux, Lenormand et Étienne Martin fonde l'Académie du Minotaure, groupe qui a pour objectif une action pédagogique en-dehors de toute structure officielle et à contre-courant de l'école des beaux-arts.
En mai 1943, René Jullian, conservateur au Musée des beaux-arts est révoqué pour avoir trop largement accueilli la peinture moderne au sein du musée. Au même moment, Marcel Michaud organise une exposition Maîtres de demain avec entre autres Jean Bazaine, qui provoque de violentes réactions d'hostilités de la part de la presse collaborationniste.

### Littérature
Peu après la déclaration de guerre, Marc Barbezat, aidé par Jean Martin, fonde la revue L'Arbalète qui devient « l'une des revues majeures de la littérature clandestine parues sous l'Occupation ».

## L'art à Lyon depuis 1944
La première manifestation artistique moderne juste après la guerre est le mouvement Sanzisme. Né du regroupement de plusieurs élèves d'Antoine Chartres, il s'établit à partir d'une exposition-manifeste dans la chapelle du lycée Ampère en refusant toute affiliation à un mouvement artistique particulier.
Dans l'immédiat après-guerre, se développe également une peinture abstraite des plus novatrices en province autour des peintres Pierre Montheillet et Pierre Jacquemon. En 1952 , le musée des Beaux-Arts de Lyon devient le premier musée français à acquérir une œuvre de Jean Dubuffet à l'initiative du critique René Deroudille. "Par ce coup d'éclat, Lyon donne, une fois encore, une orientation nouvelle aux collections d'art moderne françaises, quarante et un ans après l'achat de Nave Nave Mahana de Gauguin et quelques mois à peine avant la mort d'Edouard Herriot".

### L'art de la médaille

#### Médailles officielles
- le 29 novembre 2006 : La médaille officielle de la ville de Lyon est une création et une gravure de Nicolas Salagnac, graveur médailleur, Meilleur Ouvrier de France à Lyon (l'éditeur des médailles est la Monnaie de Paris). Médaille carrée de 90 mm de côté, face et revers éditée en bronze florentin et en vermeil (argent massif plaqué or). L'avers est une vue depuis le beffroi de l'hôtel de ville, vers l'opéra de Lyon, en fond on perçoit le Rhône. Sur le revers un texte : "Offert par le Maire de Lyon" et le lion stylisé de la ville[11].
- 2002, création d'une médaille pour la Mairie du 2e arrondissement de Lyon. Médaille ronde, frappée en bronze, simple face par l'éditeur GL Bijoux, Le Cheylard. Plus de détails sur ce lien.
- 1919 à 2007 : La médaille d'Adolphe Penin créée à l'origine en diamètre 50 mm, cette médaille a été aussi éditée par Penin en version diamètre 80 mm.

#### Médailles sur le thème de la ville
La ville de Lyon s'est illustrée par l'art de la médaille et des monnaies. Depuis la période romaine, des ateliers de frappes de monnaies sont installés dans la cité. Les Lyonnais ont fait frapper la première médaille française pour le passage de Louis XII et Anne de Bretagne, en 1500. Le médaillier du musée des Beaux-Arts de Lyon conserve de belles épreuves de cette histoire des monnaies et de médailles.
- Création de médailles sur le thème de l'évolution des métiers à Lyon :
  - 2013 : une médaille sur la Gastronomie à Lyon. En portrait Paul Bocuse et la Mère Brazier, en fond, les architectures des anciennes Halls de Lyon, les nouvelles Halls de Lyon sous le crayon de la Part-Dieu et l'Hôtel Dieu. Au centre « la matière première », puis le travail en cuisine et les deux plats emblématiques de nos trois étoiles lyonnaises : la « Soupe VGE » de Paul Bocuse et la « Poule au pot » de la Mère Brazier. Plus de détails sur ce lien.
  - 2012 : une médaille sur l'Enseignement à Lyon. En portrait le Major Martin et Barthélemy Arlès-Dufour, en fond, les architectures de la Martinière, de l'université Jean Moulin Lyon 3 des quais de Rhône et la SEPR. Plus de détails sur ce lien.
  - 2011 : une médaille sur l'Automobile à Lyon. En portrait Marius Berliet, puis une des premières voitures Berliet, un GLR Berliet et un Renault Magnum. En fond la colline de Fourvière et la statue de Louis XIV. Plus de détails sur ce lien.
  - 2010 : une médaille sur la Médecine à Lyon. En portrait Claude Bernard et Léopold Ollier, en fond, les architectures de l'hôtel-Dieu, de Granges Blanches et d'une nouvelle aile de l'Hôpital de la Croix-Rousse. Plus de détails sur ce lien.
- Création de médailles sur les architectes de la région lyonnaise :
  - 2009 : une médaille sur l'architecte Jacques-Germain Soufflot. Plus de détails sur ce lien.
  - 2008 : une médaille sur l'architecte  Tony Garnier. Plus de détails sur ce lien.
  - 2007 : une médaille sur l'architecte Le Corbusier. Plus de détails sur ce lien.
- Création de médailles sur le thème de la ville de Lyon :
  - 2006 : Lyon, Patrimoine immatériel. Plus de détails sur ce lien.
  - 2005 : Lyon, 2000 ans d'architecture. Plus de détails sur ce lien.
  - 2004 : Lugdunum, la table Claudienne à la confluence de l'histoire et de Lyon. Plus de détails sur ce lien.